# TNA Knockouts World Tag Team Championship
TNA Knockouts Tag Team Championship – tytuł mistrzowski tag teamów kobiet, utworzony przez amerykańską federację wrestlingu Total Nonstop Action Wrestling (dawniej Impact Wrestling). Zawodniczki, w Impact Wrestling nazywane Knockoutkami, rywalizują o powyższe mistrzostwo w parach. Chociaż tytuł jest dedykowany żeńskiej dywizji, mistrzostwo zdobyła również drużyna mieszana, damsko-męska. Podobnie jak w przypadku większości tytułów mistrzowskich we wrestlingu, zdobywczynie TNA Knockouts Tag Team Championship są wyłaniane na podstawie ustalonego wcześniej scenariusza.
TNA zapowiedziało powstanie TNA Knockouts Tag Team Championship 20 sierpnia 2009 roku podczas zakulisowego segmentu programu TNA Impact!. Pierwsze mistrzynie wyłonił czterotygodniowy turniej eliminacyjny. Jego finał odbył się 20 września na gali No Surrander, gdzie Sarita i Taylor Wilde pokonały The Beautiful People (Velvet Sky i Madison Rayne). 20 czerwca 2013 roku Brooke Hogan, menedżerka dywizji kobiet, pozbawiła pasów ODB i Erica Younga, uzasadniając swoją decyzję tym, że Young jako mężczyzna nie mógł legitymować się tym mistrzostwem. Jednakże nieoficjalny powód jego usunięcia wynikał przede wszystkim z braku odpowiedniej liczby zawodniczek. 27 czerwca TNA Knockouts Tag Team Championship zostało zlikwidowane i zniknęło z listy aktywnych tytułów umieszczonej na stronie internetowej federacji.
Impact Wrestling ogłosił 24 października 2020 na Bound for Glory, że tytuł mistrzowski zostanie przywrócony, a nowe mistrzynie zostaną wyłonione 16 stycznia 2021 na gali Hard to Kill.
TNA Knockouts World Tag Team Championship jest drugim wyróżnieniem dla kobiet obok najważniejszego, istniejącego od 14 października 2007 roku, TNA Knockouts World Championship.

## Historia tytułu

### Powstanie

#### Turniej o TNA Knockouts Tag Team Championship (2009)
20 sierpnia 2009 roku reporterka TNA, Lauren Brooke, prowadziła wywiad za kulisami z Christy Hemme, Tarą, Taylor Wilde i Saritą. W trakcie rozmowy oznajmiła, że federacja planuje zorganizować ośmiodrużynowy turniej eliminacyjny, aby wyłonić pierwsze TNA Knockouts Tag Team Champions. Tego samego wieczoru komentatorzy, Tazz i Mike Tenay, podali skład inauguracyjnego pojedynku. 27 sierpnia Awesome Kong i Raisha Saeed pokonały Traci Brooks i Sharmell (członkinie stajni The Main Event Mafia). 3 września Christy Hemme i Tara odniosły zwycięstwo nad Hamadą i Sojournor Bolt. Tydzień później odbyły się dwie walki. Sarita i Taylor Wilde pokonały Alissę Flash i Daffney, a Madison Rayne i Roxxi przegrały z Angeliną Love i Velvet Sky (tworzyły stajnię The Beautiful People). Druga runda turnieju odbyła się 17 września. Tego dnia Sarita i Taylor Wilde zwyciężyły Awesome Kong i Raishę Saeed, natomiast The Beautiful People wyszły zwycięsko z pojedynku przeciwko Christy Hemme i Tarze. Finał rywalizacji odbył się 20 września na gali No Surrander. Sarita i Taylor Wilde pokonały Velvet Sky i Madison Rayne (zastąpiła Angelinę Love, którą zwolniono z kontraktu przed wydarzeniem), zostając oficjalnie pierwszymi mistrzyniami.

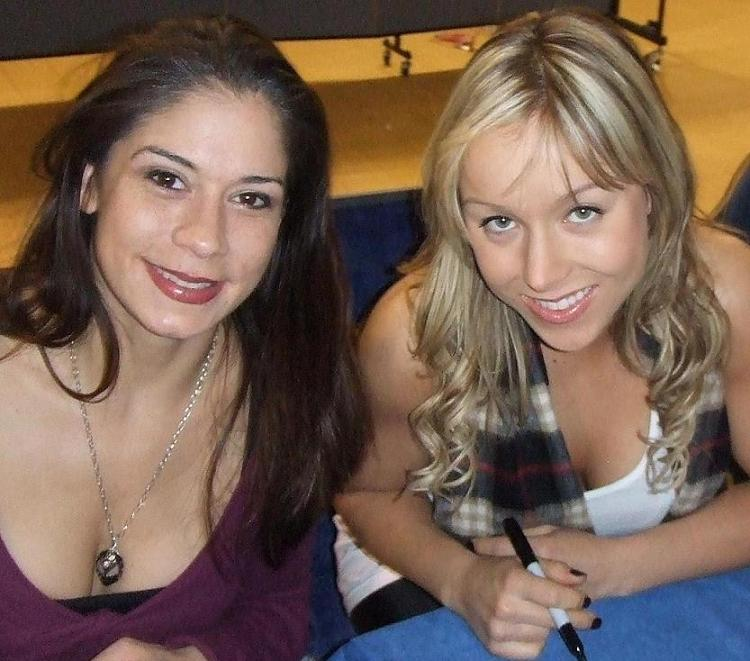
Pierwsze TNA Knockouts Tag Team Champions, Sarita i Taylor Wilde

#### Drabinka turnieju
|  | Ćwierćfinały (TNA Impact!)                        | Ćwierćfinały (TNA Impact!)                        |                                                   |     | Półfinały (TNA Impact!) | Półfinały (TNA Impact!) |  |  | Finał (No Surrender) | Finał (No Surrender) |
|  |                                                   |                                                   |                                                   |     |                         |                         |  |  |                      |                      |
|  |                                                   |                                                   |                                                   |     |                         |                         |  |  |                      |                      |
|  |                                                   |                                                   |                                                   |     |                         |                         |  |  |                      |                      |
|  | Awesome Kong i Raisha Saeed                       | Pin                                               |                                                   |     |                         |                         |  |  |                      |                      |
|  | Awesome Kong i Raisha Saeed                       | Pin                                               |                                                   |     |                         |                         |  |  |                      |                      |
|  | The Main Event Mafia (Sharmell i Traci Brooks)    | 3:00                                              |                                                   |     |                         |                         |  |  |                      |                      |
|  | The Main Event Mafia (Sharmell i Traci Brooks)    | 3:00                                              | Awesome Kong i Raisha Saeed                       | Pin |                         |                         |  |  |                      |                      |
|  |                                                   |                                                   | Awesome Kong i Raisha Saeed                       | Pin |                         |                         |  |  |                      |                      |
|  |                                                   | Sarita i Taylor Wilde                             | 3:00                                              |     |                         |                         |  |  |                      |                      |
|  | Sarita i Taylor Wilde                             | Sarita i Taylor Wilde                             | 3:00                                              | Pin |                         |                         |  |  |                      |                      |
|  | Sarita i Taylor Wilde                             |                                                   |                                                   | Pin |                         |                         |  |  |                      |                      |
|  | Alissa Flash i Daffney                            | 5:00                                              |                                                   |     |                         |                         |  |  |                      |                      |
|  | Alissa Flash i Daffney                            | 5:00                                              | Sarita i Taylor Wilde                             | Pin |                         |                         |  |  |                      |                      |
|  |                                                   |                                                   | Sarita i Taylor Wilde                             | Pin |                         |                         |  |  |                      |                      |
|  |                                                   | The Beautiful People (Madison Rayne i Velvet Sky) | 5:00                                              |     |                         |                         |  |  |                      |                      |
|  | The Beautiful People (Angelina Love i Velvet Sky) | The Beautiful People (Madison Rayne i Velvet Sky) | 5:00                                              | Pin |                         |                         |  |  |                      |                      |
|  | The Beautiful People (Angelina Love i Velvet Sky) |                                                   |                                                   | Pin |                         |                         |  |  |                      |                      |
|  | Madison Rayne i Roxxi                             | 3:00                                              |                                                   |     |                         |                         |  |  |                      |                      |
|  | Madison Rayne i Roxxi                             | 3:00                                              | The Beautiful People (Angelina Love i Velvet Sky) | Pin |                         |                         |  |  |                      |                      |
|  |                                                   |                                                   | The Beautiful People (Angelina Love i Velvet Sky) | Pin |                         |                         |  |  |                      |                      |
|  |                                                   | Christy Hemme i Tara                              | 4:00                                              |     |                         |                         |  |  |                      |                      |
|  | Hamada i Sojournor Bolt                           | Christy Hemme i Tara                              | 4:00                                              | Pin |                         |                         |  |  |                      |                      |
|  | Hamada i Sojournor Bolt                           |                                                   |                                                   | Pin |                         |                         |  |  |                      |                      |
|  | Christy Hemme i Tara                              | 7:25                                              |                                                   |     |                         |                         |  |  |                      |                      |
|  | Christy Hemme i Tara                              | 7:25                                              |                                                   |     |                         |                         |  |  |                      |                      |

### Dezaktywacja (2013)
20 czerwca 2013 w odcinku tygodniówki Impact Wrestling odbył się segment w ringu z udziałem Brooke Hogan, menedżerki dywizji kobiet, oraz ODB i Erica Younga, posiadaczy TNA Knockout Tag Team Championship. Hogan pozbawiła ich pasów po rekordowych 478 dniach panowania, motywując swoją decyzję tym, że Young jako mężczyzna nie mógł legitymować się mistrzostwem kobiet. Jednak nieoficjalnym powodem usunięcia wyróżnienia była przede wszystkim zbyt mała liczba zawodniczek. 27 czerwca TNA zdezaktywowało TNA Knockouts Tag Team Championship, usuwając je z listy aktywnych tytułów umieszczonej na stronie internetowej federacji.

### Reaktywacja (2021)
Impact Wrestling ogłosiło 24 października 2020 na Bound for Glory, że tytuł mistrzowski zostanie przywrócony, a nowe mistrzynie zostaną wyłonione 16 stycznia 2021 na gali Hard to Kill, kiedy to odbędzie się finał ośmiodrużynowego turnieju eliminacyjnego. Turniej ten wygrała drużyna Kiery Hogan i Tashy Steelz, które pokonały Havok i Nevaeh.

#### Drabinka drugiego turnieju
|  | Ćwierćfinały (Impact!) 17 i 24 listopada 2020, 1 i 8 grudnia 2020 | Ćwierćfinały (Impact!) 17 i 24 listopada 2020, 1 i 8 grudnia 2020 |                            |     | Półfinały (Impact!) 15 grudnia 2020, 5 stycznia 2021 | Półfinały (Impact!) 15 grudnia 2020, 5 stycznia 2021 |  |  | Finał (Hard to Kill) | Finał (Hard to Kill) |
|  |                                                                   |                                                                   |                            |     |                                                      |                                                      |  |  |                      |                      |
|  |                                                                   |                                                                   |                            |     |                                                      |                                                      |  |  |                      |                      |
|  |                                                                   |                                                                   |                            |     |                                                      |                                                      |  |  |                      |                      |
|  | Havok i Nevaeh                                                    | Pin                                                               |                            |     |                                                      |                                                      |  |  |                      |                      |
|  | Havok i Nevaeh                                                    | Pin                                                               |                            |     |                                                      |                                                      |  |  |                      |                      |
|  | Tenille Dashwood i Alisha                                         | 6:32                                                              |                            |     |                                                      |                                                      |  |  |                      |                      |
|  | Tenille Dashwood i Alisha                                         | 6:32                                                              | Havok i Nevaeh             | Pin |                                                      |                                                      |  |  |                      |                      |
|  |                                                                   |                                                                   | Havok i Nevaeh             | Pin |                                                      |                                                      |  |  |                      |                      |
|  |                                                                   | Jordynne Grace i Jazz                                             | 9:49                       |     |                                                      |                                                      |  |  |                      |                      |
|  | Jordynne Grace i Jazz                                             | Jordynne Grace i Jazz                                             | 9:49                       | Pin |                                                      |                                                      |  |  |                      |                      |
|  | Jordynne Grace i Jazz                                             |                                                                   |                            | Pin |                                                      |                                                      |  |  |                      |                      |
|  | Killer Kelly i Renee Michelle                                     | 8:54                                                              |                            |     |                                                      |                                                      |  |  |                      |                      |
|  | Killer Kelly i Renee Michelle                                     | 8:54                                                              | Havok i Nevaeh             | Pin |                                                      |                                                      |  |  |                      |                      |
|  |                                                                   |                                                                   | Havok i Nevaeh             | Pin |                                                      |                                                      |  |  |                      |                      |
|  |                                                                   | Kiera Hogan i Tasha Steelz                                        | 8:40                       |     |                                                      |                                                      |  |  |                      |                      |
|  | Kiera Hogan i Tasha Steelz                                        | Kiera Hogan i Tasha Steelz                                        | 8:40                       | Pin |                                                      |                                                      |  |  |                      |                      |
|  | Kiera Hogan i Tasha Steelz                                        |                                                                   |                            | Pin |                                                      |                                                      |  |  |                      |                      |
|  | Team Sea Stars (Ahsley Vox i Demi Exo)                            | 7:10                                                              |                            |     |                                                      |                                                      |  |  |                      |                      |
|  | Team Sea Stars (Ahsley Vox i Demi Exo)                            | 7:10                                                              | Kiera Hogan i Tasha Steelz | Pin |                                                      |                                                      |  |  |                      |                      |
|  |                                                                   |                                                                   | Kiera Hogan i Tasha Steelz | Pin |                                                      |                                                      |  |  |                      |                      |
|  |                                                                   | Taya Valkyrie i Rosemary                                          | 7:28                       |     |                                                      |                                                      |  |  |                      |                      |
|  | Taya Valkyrie i Rosemary                                          | Taya Valkyrie i Rosemary                                          | 7:28                       | Pin |                                                      |                                                      |  |  |                      |                      |
|  | Taya Valkyrie i Rosemary                                          |                                                                   |                            | Pin |                                                      |                                                      |  |  |                      |                      |
|  | Deonna Purrazzo i Kimber Lee                                      | 6:59                                                              |                            |     |                                                      |                                                      |  |  |                      |                      |
|  | Deonna Purrazzo i Kimber Lee                                      | 6:59                                                              |                            |     |                                                      |                                                      |  |  |                      |                      |

## Panowania
| Nr | Mistrzynie                                                         | Zmiana mistrza            | Zmiana mistrza         | Zmiana mistrza           | Statystyki panowania | Statystyki panowania | Notka | Odn.          |
| Nr | Mistrzynie                                                         | Data                      | Gala                   | Miejsce                  | Panowanie            | Dni                  | Notka | Odn.          |
| -- | ------------------------------------------------------------------ | ------------------------- | ---------------------- | ------------------------ | -------------------- | -------------------- | --- | ------------- |
| 1  | Sarita i Taylor Wilde                                              | 20 września 2010(dts)     | No Surrender           | Orlando, Floryda         | 1                    | 106                  | Pokonały The Beautiful People (Velvet Sky i Madison Rayne) w finale ośmiodrużynowego turnieju, aby stać się inauguracyjnymi mistrzyniami. | [ 8 ]         |
| 2  | Awesome Kong i Hamada                                              | 4 stycznia 2010(dts)      | TNA Impact!            | Orlando, Floryda         | 1                    | 63                   | | [ 22 ]        |
| —  | Wakat                                                              | 8 marca 2010(dts)         | TNA Impact!            | Orlando, Floryda         | —                    | —                    | Tytuł został zwakowany, gdy kontrakt Awesome Kong z TNA wygasł; wyjaśnienie zwakowania mistrzostwa było takie, że zawodniczki nie broniły tytułu od 30 dni.                                                                                                 | [ 23 ]        |
| 3  | The Beautiful People (Lacey Von Erich, Madison Rayne i Velvet Sky) | 8 marca 2010(dts)         | TNA Impact!            | Orlando, Floryda         | 1                    | 141                  | Pokonały Saritę i Taylor Wilde oraz Angelinę Love i Tarę w Three-way tag team matchu o zwakowany tytuł. Erich uznano za mistrzynię zgodnie z zasadą Freebird rule.                                                                                          | [ 23 ]        |
| 4  | Hamada i Taylor Wilde                                              | 27 lipca 2010(dts)        | TNA Impact!            | Orlando, Floryda         | 1 (2, 2)             | 123                  | Pokonały Velvet Sky i Lacey Von Erich. Wyemitowano 5 sierpnia 2010. | [ 24 ]        |
| —  | Wakat                                                              | 6 grudnia 2010(dts)       | TNA Impact!            | Orlando, Floryda         | —                    | —                    | Tytuł został zwakowany, gdy kontrakt Hamady z TNA wygasł; wyjaśnienie zwakowania tytułu było takie, że Hamada miała problemy z wizą. | [ 25 ]        |
| 5  | Angelina Love i Winter                                             | 9 grudnia 2010(dts)       | TNA Impact!            | Orlando, Floryda         | 1                    | 94                   | Pokonały Tarę i Madison Rayne w finale czterodrużynowego turnieju o zwakowany tytuł. Velvet Sky była początkowo partnerką Angeliny Love, lecz przed walką została zaatakowana przez Saritę, dlatego jej miejsce zajęła Winter. Wyemitowano 23 grudnia 2010. | [ 26 ]        |
| 6  | Mexican America (Rosita i Sarita)                                  | 13 marca 2011(dts)        | Victory Road           | Orlando, Floryda         | 1 (1, 2)             | 121                  | | [ 27 ]        |
| 7  | TnT (Brooke Tessmacher i Tara)                                     | 12 lipca 2011(dts)        | TNA Impact!            | Orlando, Floryda         | 1                    | 106                  | Wyemitowano 21 lipca 2011. | [ 28 ]        |
| 8  | Gail Kim i Madison Rayne                                           | 26 października 2011(dts) | TNA Impact!            | Macon, Georgia           | 1 (1, 2)             | 125                  | Wyemitowano 3 listopada 2011. | [ 29 ]        |
| 9  | Eric Young i ODB                                                   | 28 lutego 2012(dts)       | TNA Impact!            | Orlando, Floryda         | 1                    | 478                  | Wyemitowano 8 marca 2012. | [ 30 ]        |
| —  | Wakat                                                              | 20 czerwca 2013(dts)      | TNA Impact!            | Peoria, Illinois         | —                    | —                    | Tytuł został zwakowany przez Brooke Hogan, ponieważ Eric Young jako mężczyzna nie mógł uzyskać mistrzostwa kobiet. | [ 9 ]         |
| —  | Dezaktywacja                                                       | 27 czerwca 2013(dts)      | —                      | —                        | —                    | —                    | Tytuł został zdezaktywowany i usunięty z listy aktywnych tytułów mistrzowskich na stronie internetowej federacji. | [ 13 ]        |
| 10 | Fire N Flava (Kiera Hogan i Tasha Steelz)                          | 16 stycznia 2021(dts)     | Hard To Kill           | Nashville, Tennessee     | 1                    | 99                   | Pokonały Havok i Nevaeh w finale turnieju o przywrócone mistrzostwo. | [ 15 ]        |
| 11 | Jordynne Grace i Rachael Ellering                                  | 25 kwietnia 2021(dts)     | Rebellion              | Nashville, Tennessee     | 1                    | 20                   | | [ 31 ] [ 32 ] |
| 12 | Fire N Flava (Kiera Hogan i Tasha Steelz)                          | 15 maja 2021(dts)         | Under Siege            | Nashville, Tennessee     | 2                    | 63                   | | [ 33 ]        |
| 13 | Decay (Rosemary i Havok)                                           | 17 lipca 2021(dts)        | Slammiversary Pre-show | Nashville, Tennessee     | 1                    | 98                   | | [ 34 ]        |
| 14 | The IInspiration (Cassie Lee i Jessica McKay)                      | 23 października 2021(dts) | Bound for Glory        | Sunrise Manor, Nevada    | 1                    | 133                  | | [ 35 ]        |
| 15 | The Influance (Madison Rayne i Tenille Dashwood)                   | 5 marca 2022(dts)         | Sacrifice              | Louisville, Kentucky     | 1 (3, 1)             | 106                  | | [ 36 ]        |
| 16 | Rosemary i Taya Valkyrie                                           | 19 czerwca 2022(dts)      | Slammiversary          | Nashville, Tennessee     | 1 (2, 1)             | 54                   | | [ 37 ]        |
| 17 | VXT (Chelsea Green i Deonna Purrazzo)                              | 12 sierpnia 2022          | Emergence Pre-show     | Chicago, Illinois        | 1                    | 56                   | | [ 38 ]        |
| 18 | The Death Dollz (Jessicka, Rosemary i Taya Valkyrie)               | 7 października 2022       | Bound for Glory        | Albany, Nowy Jork        | 2 (2, 3, 2)          | 142                  | Jessicka była wcześniej znana jako Havok. Rosemary uznano za mistrzynię zgodnie z zasadą Freebird rule. | [ 39 ]        |
| 19 | The Coven (KiLynn King i Taylor Wilde)                             | 26 lutego 2023            | Impact!                | Sunrise Manor, Nevada    | 1 (1, 3)             | 139                  | Pokonały Rosemary i Tayę Valkyrię o tytuł. Wyemitowano 16 marca 2023. | [ 40 ]        |
| 20 | MK Ultra (Killer Kelly i Masha Slamovich)                          | 15 lipca 2023             | Slammiversary          | Windsor, Ontario, Kanada | 1                    | 182                  | | [ 41 ]        |
| 21 | Decay (Havok i Rosemary)                                           | 13 stycznia 2024          | Hard To Kill           | Paradise, Nevada         | 3 (3, 4)             | 41                   | To ich drugie panowanie pod nazwą Decay i w sumie trzecie wspólne panowanie jako partnerki. | [ 42 ]        |
| 22 | MK Ultra (Killer Kelly i Masha Slamovich)                          | 23 lutego 2024            | No Surrender           | Westwego, Luizjana       | 2                    | 14                   | | [ 43 ]        |
| 23 | Spitfire (Dani Luna i Jody Threat)                                 | 8 marca 2024              | Sacrifice              | Windsor, Ontario, Kanada | 1                    | 56                   | | [ 44 ]        |
| 24 | The Malisha (Alisha Edwards i Masha Slamovich)                     | 3 maja 2024               | Under Siege            | Albany, Nowy Jork        | 1 (1, 3)             | 133                  | Podczas tego panowania we wrześniu 2024 roku, Tasha Steelz również raz obroniła tytuł w miejsce Alishy, ale nie została uznana za mistrzynię. | [ 45 ]        |
| 25 | Spitfire (Dani Luna i Jody Threat)                                 | 13 września 2024          | Victory Road           | San Antonio, Teksas      | 2                    | 182                  | Pokonały Slamovich i Tashę Steelz, ta ostatnia zajęła miejsce Alishy w obronie tytułów ze względu na jej protokoły dotyczące wstrząśnienia mózgu. Gdyby Spitfire przegrały, musiałby rozwiązać się jako zespół.                                             | [ 46 ]        |
| 26 | Ash by Elegance i Heather by Elegance                              | 14 marca 2025             | Sacrifice              | El Paso, Teksas          | 1                    | 139+                 | Był to 2-on-3 Handicap match, w którym brał również udział menedżer Ash i Heather, The Personal Concierge. |               |

## Łączna liczba dni

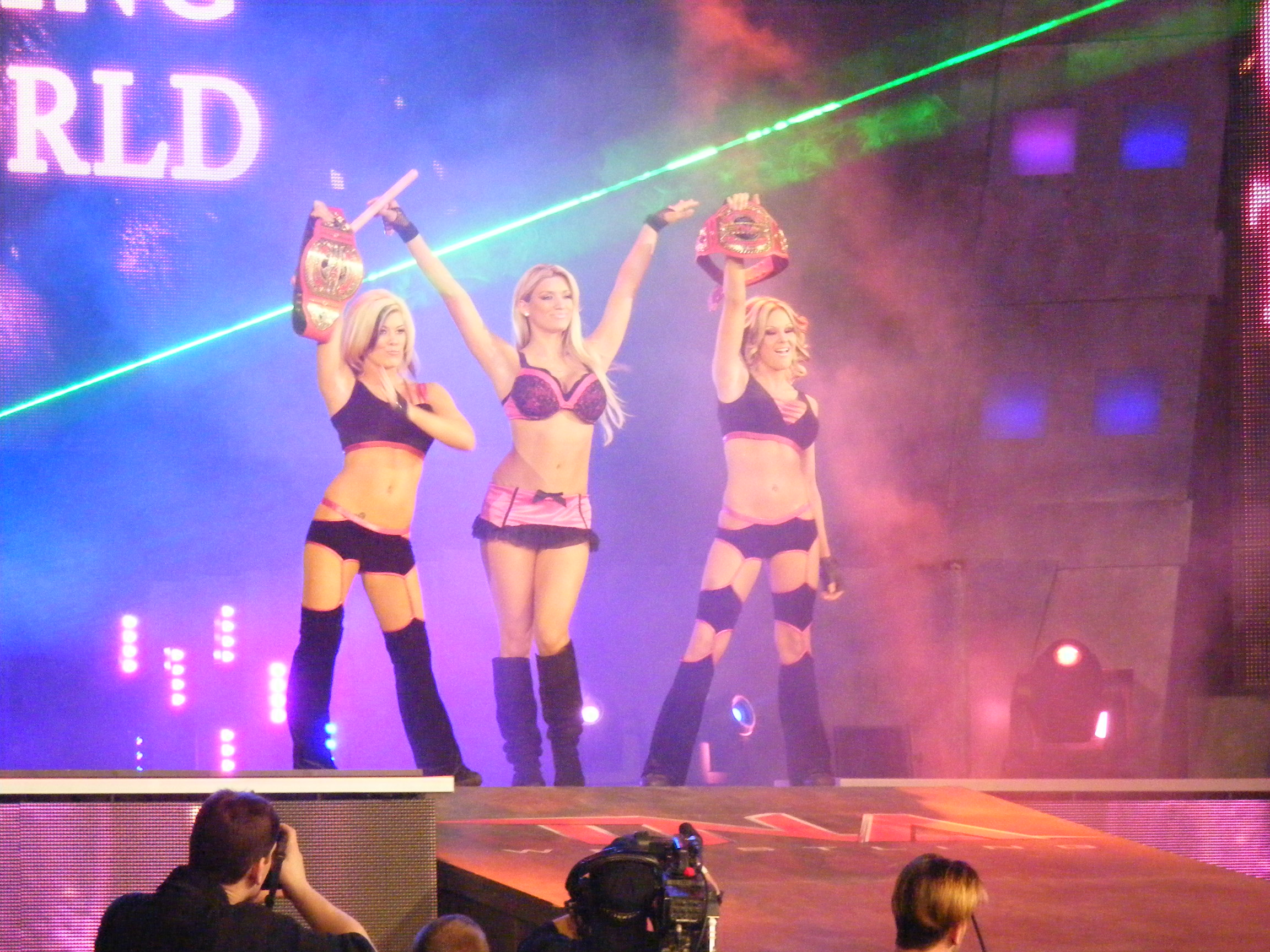
The Beautiful People z pasami mistrzowskimi. Od lewej: Madison Rayne, Lacey Von Erich, Velvet Sky.

| † | Obecne posiadaczki |

### Zespołowo
| Miejsce | Mistrz | Panowania | Łączne dni |
| ------- | --- | --------- | ---------- |
| 1       | Eric Young i ODB                                                                                             | 1         | 478        |
| 2       | The Death Dollz/Decay (Panowania 1, 3: (Havok i Rosemary) (Panowanie 2: (Jessicka, Rosemary i Taya Valkyrie) | 3         | 282        |
| 3       | Spitfire (Dani Luna i Jody Threat)                                                                           | 2         | 238        |
| 4       | MK Ultra (Killer Kelly i Masha Slamovich)                                                                    | 2         | 196        |
| 5       | Fire 'N Flava (Kiera Hogan i Tasha Steelz)                                                                   | 2         | 162        |
| 6       | The Beautiful People (Lacey Von Erich, Madison Rayne i Velvet Sky)                                           | 1         | 141        |
| 7       | Ash by Elegance i Heather by Elegance †                                                                      | 1         | 139+       |
| 8       | The Coven (KiLynn King i Taylor Wilde)                                                                       | 1         | 139        |
| 9       | The IInspiration (Jessie McKay i Cassie Lee)                                                                 | 1         | 133        |
| 9       | The Malisha (Alisha Edwards i Masha Slamovich)                                                               | 1         | 133        |
| 11      | Hamada i Taylor Wilde                                                                                        | 1         | 132        |
| 12      | Gail Kim i Madison Rayne                                                                                     | 1         | 125        |
| 13      | Mexican America (Rosita i Sarita)                                                                            | 1         | 121        |
| 14      | The Influence (Madison Rayne i Tenille Dashwood)                                                             | 1         | 106        |
| 14      | Sarita i Taylor Wilde                                                                                        | 1         | 106        |
| 14      | TnT (Brooke Tessmacher i Tara)                                                                               | 1         | 106        |
| 17      | Angelina Love i Winter                                                                                       | 1         | 94         |
| 18      | Awesome Kong i Hamada                                                                                        | 1         | 63         |
| 19      | VXT (Chelsea Green i Deonna Purrazzo)                                                                        | 1         | 56         |
| 20      | Rosemary i Taya Valkyrie                                                                                     | 1         | 54         |
| 21      | Jordynne Grace i Rachael Ellering                                                                            | 1         | 20         |

### Indywidualnie

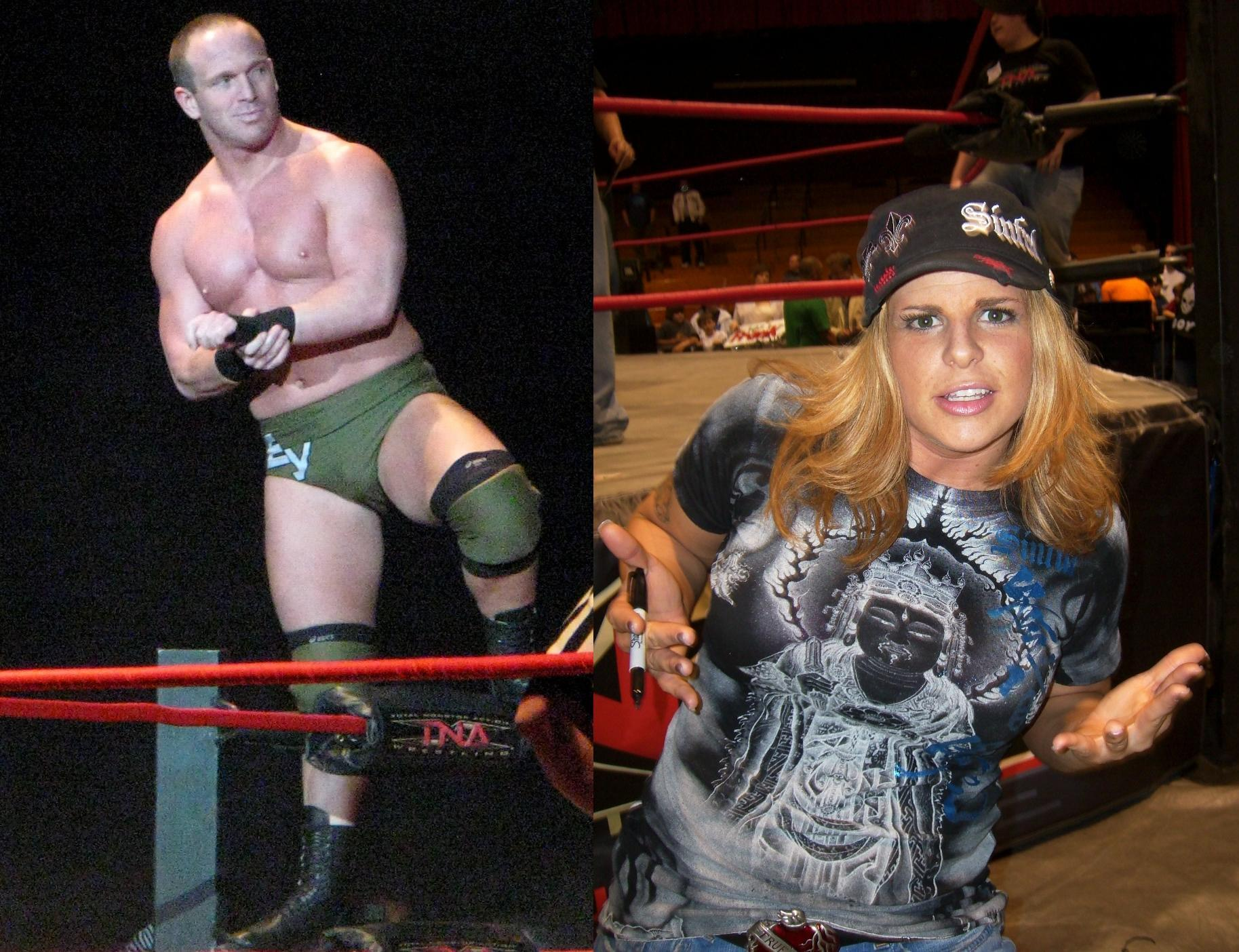
Eric Young (z lewej) i ODB, najdłużej panujący mistrzowie Knockouts Tag Team

| Miejsce | Mistrz                | Panowania | Łączne dni |
| ------- | --------------------- | --------- | ---------- |
| 1       | Eric Young            | 1         | 478        |
| 1       | ODB                   | 1         | 478        |
| 3       | Taylor Wilde          | 3         | 377        |
| 4       | Madison Rayne         | 3         | 372        |
| 5       | Rosemary              | 4         | 335        |
| 6       | Masha Slamovich       | 3         | 329        |
| 7       | Havok/Jessicka        | 3         | 281        |
| 8       | Dani Luna             | 1         | 238        |
| 8       | Jody Threat           | 1         | 238        |
| 10      | Sarita                | 2         | 227        |
| 11      | Taya Valkyrie         | 2         | 196        |
| 11      | Killer Kelly          | 2         | 196        |
| 13      | Hamada                | 2         | 195        |
| 14      | Kiera Hogan           | 2         | 162        |
| 14      | Tasha Steelz          | 2         | 162        |
| 16      | Lacey Von Erich       | 1         | 141        |
| 16      | Velvet Sky            | 1         | 141        |
| 18      | Ash by Elegance †     | 1         | 139+       |
| 18      | Heather by Elegance † | 1         | 139+       |
| 20      | KiLynn King           | 1         | 139        |
| 21      | Cassie Lee            | 1         | 133        |
| 21      | Jessie McKay          | 1         | 133        |
| 21      | Alisha Edwards        | 1         | 133        |
| 24      | Gail Kim              | 1         | 125        |
| 25      | Rosita                | 1         | 121        |
| 26      | Brooke Tessmacher     | 1         | 106        |
| 26      | Tara                  | 1         | 106        |
| 26      | Tenille Dashwood      | 1         | 106        |
| 29      | Angelina Love         | 1         | 94         |
| 29      | Winter                | 1         | 94         |
| 31      | Awesome Kong          | 1         | 63         |
| 32      | Chelsea Green         | 1         | 56         |
| 32      | Deonna Purrazzo       | 1         | 56         |
| 34      | Jordynne Grace        | 1         | 20         |
| 34      | Rachael Ellering      | 1         | 20         |